# Метафікціоналізм
Метафікціоналізм (від грец. μέτα —  «понадвід» і т.п., лат. fictio — «вигадка») — це філософська позиція, згідно з якою висловлювання речення S є твердженням, що S має властивість бути доречною річчю для проголошення в даний момент відповідно до правил удаваності.

## Основи метафікціоналізму
Наприклад, проголошення речення «Два плюс три дорівнює п'яти» буде правильним, якщо і лише якщо ця рівність випливає з аксіом і визначень стандартної арифметики. У цьому випадку правила удаваності задає арифметика. Отже, для метафікціоналіста проголошення речення «Два плюс три дорівнює п'яти» є твердженням, що це речення має властивість бути доречною річчю для проголошення в даний момент відповідно до стандартної арифметики.

## Проблеми метафікціоналізму

### Модальний і пізнавальний статус
Метафікціоналізм стикається із серйозною проблемою, пов'язаною з необхідністю істинності. Здається очевидним, що два плюс три обов'язково дорівнює п'яти, іншого результату бути не може, і ми знаємо це апріорно. Однак інша стандартна арифметика можлива (історія математики могла б розвиватися по-іншому). У такому випадку речення «Два плюс три дорівнює п'яти» не має обов'язково властивості бути доречною річчю для проголошення відповідно до стандартної арифметики. Крім того, знання про стандартну арифметику ми отримуємо в процесі навчання, а отже, вони не є апріорними. Таким чином, метафікціоналізм змінює модальний і пізнавальний статус того, що ми стверджуємо, проголошуючи речення.

### Практична значущість
Інша проблема стосується того, що є предметом нашої турботи при проголошенні речень. Наприклад, нас хвилює, що кількість голодуючих у світі зростає, але мало кого хвилюють аксіоми і визначення стандартної арифметики. Якщо метафікціоналізм правильний, то, удавано стверджуючи, що кількість голодуючих у світі зростає, ми насправді стверджуємо, що говорити про зростання кількості голодуючих у світі доречно відповідно до стандартної арифметики. Але питання доречності за правилами арифметики навряд чи є тим, що нас турбує.

### Феноменологічна проблема
Пов’язана з другою проблема полягає в тому, як ми сприймаємо свої твердження. Коли ми говоримо: «Кількість голодуючих у світі зросла», нам зовсім не здається, що ми стверджуємо щось, навіть віддалено пов’язане з арифметикою. Речення про голодуючих стосується правил арифметики не більше, ніж речення,наприклад , «Сніг білий» стосується правил української мови, відповідно до яких воно побудоване.